# 毛晓
毛晓（1975年7月—），云南腾冲人，中华人民共和国政治人物，现任中共德宏州党委常委、中共瑞丽市委书记。

## 生平
1996年，毛晓进入盈江县安全局工作，期间完成昆明陆军学院政治管理专业函授大专课程，2005年3月任那邦镇党委书记，2005年12月取得中共四川省委党校区域经济学专业函授研究生学历。2008年升任盈江县副县长，2015年调至德宏州机关部门，历任德宏州发改委主任、州粮食局局长、州能源局局长。2016年7月起，担任芒市代市长。2017年1月，芒市第三届人民代表大会第一次会议召开，选举毛晓为芒市人民政府市长。2020年6月18日，就任中共芒市委书记。2020年9月22日，辞去芒市市长职务。2021年9月2日，出任中共瑞丽市委书记。